# Friedrich Barchewitz

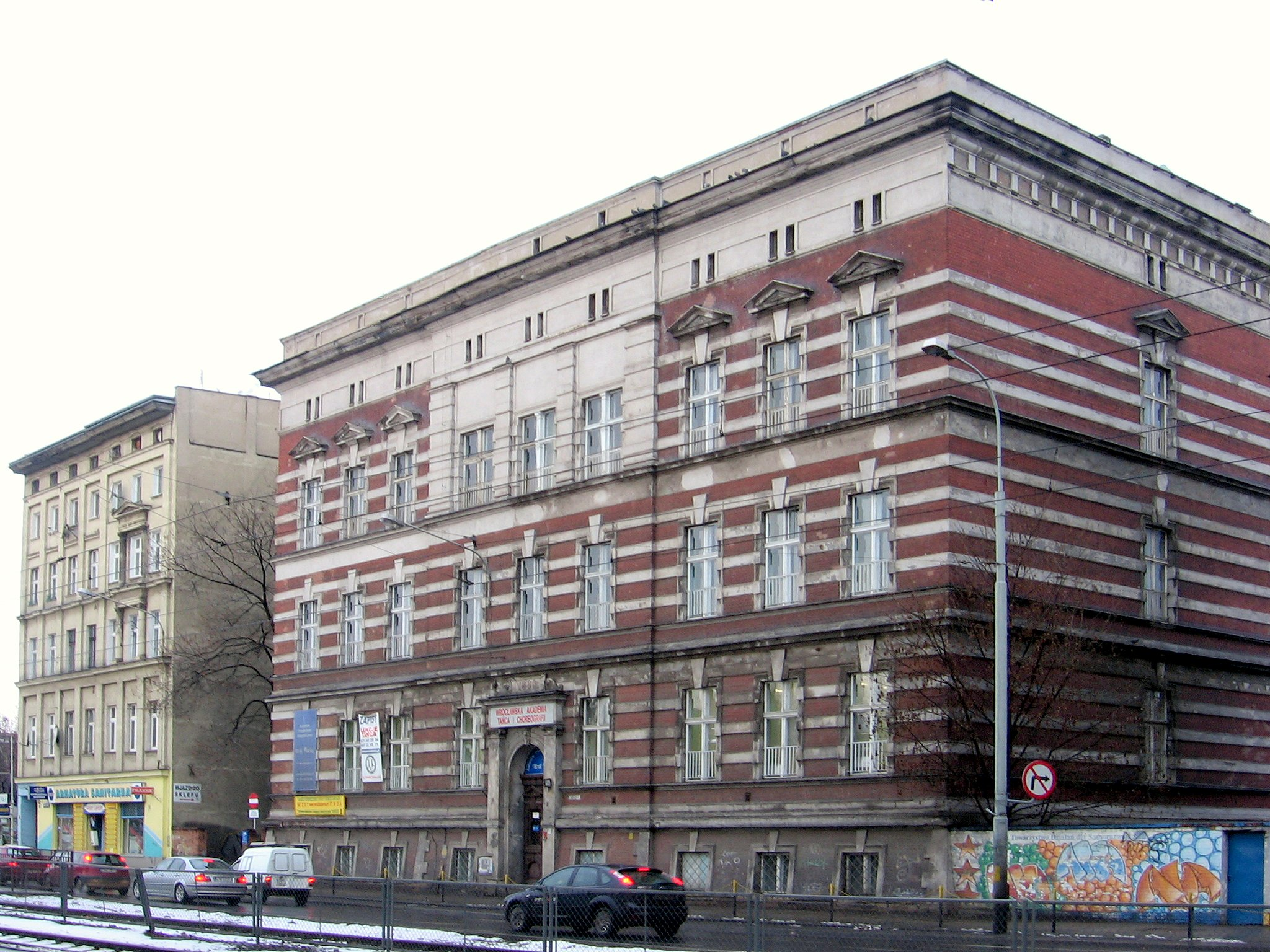
Jüdische Waisenanstalt

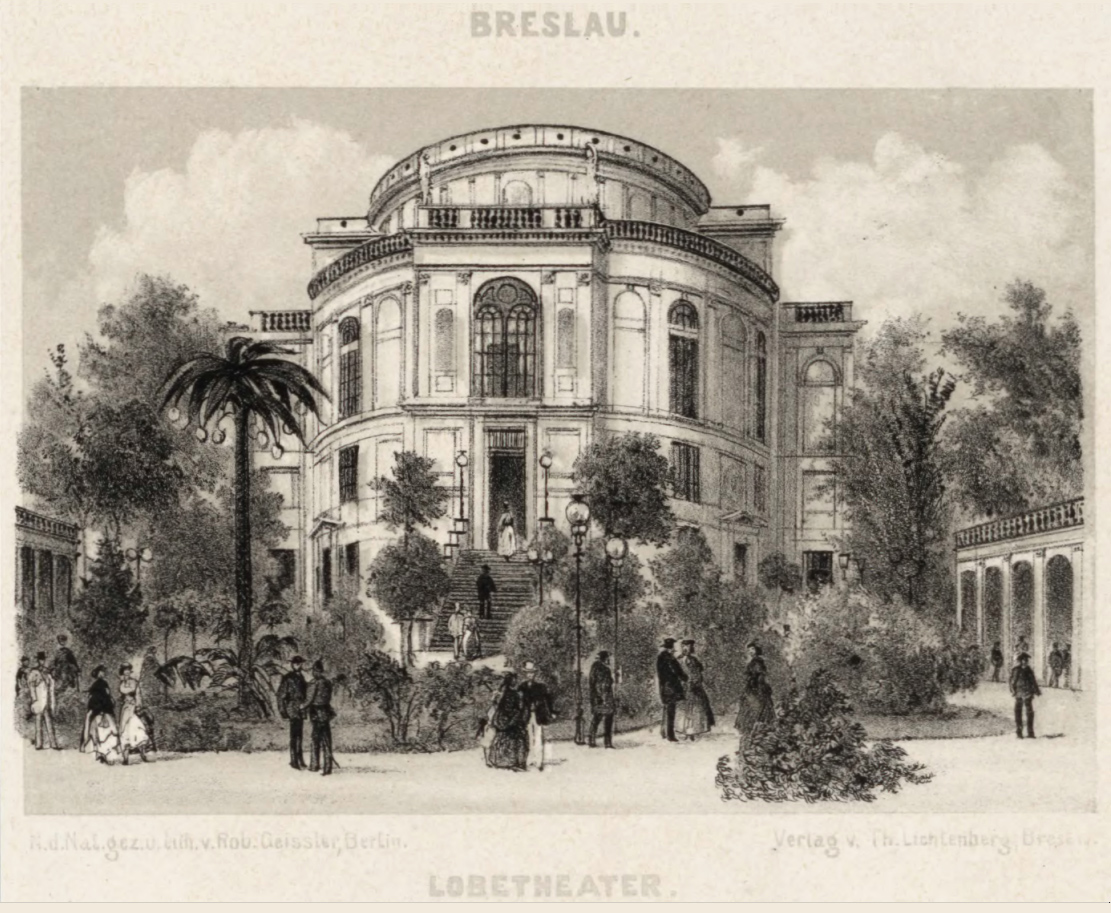
Lobetheater

Friedrich Barchewitz (* 1836; † 14. August 1902 in Lubiąż) war ein deutscher Architekt, der seit 1862 in Breslau tätig war und als Vertreter der Neorenaissance-Architektur gilt.
1862 erstellte er den Entwurf der Erweiterung der Wagenbauanstalt Gottfried Linke und 1868–1869 den Entwurf des Lobe-Theaters an der Lessingstraße 8 (ulica Dobrzyńska) in der Ohlauer Vorstadt.
Er war 1869–1871 in der kommunalen Bauverwaltung der Stadt Breslau und seit 1872 für die Schlesische Immobilien Aktien-Gesellschaft tätig, wo er seit 1873 den Posten des Direktors für Bauwesen bekleidete.
1873 gewann er den Wettbewerb über die Gestaltung der Königstraße (ulica Leszczyńskiego). 1872 bearbeitete er die Richtlinien des Zeltgarten an der Breslauer Promenade, 1874 den Scholz-Garten an der Herbert-Welkisch-Straße (ulica Mazowiecka) sowie der Mehrfamilienhäuser an Stelle des ehemaligen Mäuseteichs.
1880–1881 entwarf er die jüdische Waisenanstalt an der Gräbschener Straße (ulica Grabiszyńska) 61–65.